# Jean Blond
Pour les articles homonymes, voir Blond.
Pas d'image ? Cliquez ici

a Compétitions nationales et continentales officielles uniquement.

b Matchs officiels uniquement.
Jean Blond, né le 11 avril 1909 au Tréport (France) et mort le 7 mai 1974 à La Colle-sur-Loup (France), est un joueur international français de rugby à XV évoluant au poste de troisième ligne aile au Stade français durant sa carrière. 

## Biographie
Jean Blond joue au poste de troisième ligne aile (1,78 m pour 89 kg) pour le Stade français. Il est également sélectionné à six reprises en équipe de France de 1935 à 1938.

## Statistiques en équipe nationale
- 6 capes en équipe de France de 1935 à 1938.
- 2 essais, 6 points.